# 戰後混亂期
戰後混亂期（日语：／ Sengo konranki）是指1945年日本在第二次世界大戰戰敗向同盟國投降，至1950年朝鮮戰爭爆發引起特需景氣、使日本經濟復興的一段歷史時期。

## 日本投降時的情況
二戰給日本帶來毀滅性的打擊，據美國戰略調查團的報告《戰略轟炸對日本經濟的效果》中的描述：「到1945年8月，日本的戰爭經濟已經破產。」戰爭後期，隨著戰局的惡化，原料不足的問題日益嚴峻，日本的武器制造、鋼鐵、煉鋁、石油的生產急劇下降；國內大米和魚類供應也嚴重不足，不法商販趁機哄抬黑市物價，通貨膨脹十分嚴重。日本投降的時候，戰時經濟已經崩潰，戰後經濟開始，而最初的幾年，是極度混亂的時期。

## 黑市混亂
盟軍（其實只有美軍）在日本投降不久就完成了進駐，設有駐日盟軍總司令部（GHQ），但是在進駐之後的長達半年時間內，日本政府完全採取放任自由的政策。政府未能有效恰當地分配大量的軍需物品和國家財產以供危難中的民眾維持生活和戰後重建，而是不負責任地處理這些物資。戰敗的日本失去了占其原來國土總面積45%的海外領土和殖民地，而日本的軍部和財閥卻隱匿價值1,000億日元的軍需物品，轉化為黑市物資，秘密、瘋狂地拋售。1945年9月，日本政府還撤銷對生活必需品的統制，引起民眾的恐慌。
占領下的日本在這段時期也發生了比較大規模的民眾運動和勞工運動。例如1947年全體公務人員發起的二·一總罷工，迫使GHQ讓步，公務人員的工資水平大幅提高；日本共產黨採取武裝革命鬥爭路線，抵抗GHQ和日本政府，而政府當局也就「國鐵三大神秘事件」（松川事件、三鷹事件、下山事件）打壓共產黨等左派勢力。1952年日美安保條約簽訂後，日共被取締，爆發了「血腥的勞動節事件」。